# Pseudendacusta
Pseudendacusta is een geslacht van rechtvleugeligen uit de familie krekels (Gryllidae). De wetenschappelijke naam van dit geslacht is voor het eerst geldig gepubliceerd in 2003 door Gorochov.

## Soorten
Het geslacht Pseudendacusta omvat de volgende soorten:
- Pseudendacusta mareeba Otte & Alexander, 1983
- Pseudendacusta morillum Otte & Alexander, 1983